# Joakim Nilsson (spjutkastare)
Joakim Nilsson, född 30 mars 1971 i Helga Trefaldighets församling,, Uppsala kommun är en svensk före detta spjutkastare som tävlade för Klippans Friidrottsklubb mellan 1985 och 1998.

## Bakgrund
Mats och Joakim Nilsson är det enda brödraparet i svensk spjutkastningshistoria som har varit på samma SM prispall i seniorsammanhang vid mer än ett tillfälle, 1997 och 1998. Övriga meriter för Joakim inkluderar 1:a i Europacupen M22 1993, inofficiellt svenskt P17 rekord med seniorspjut nya modellen (68.52 m, Esbo, Finland, 1988-09-03) samt att Nilsson vann alla ungdoms- och junior-SM han ställde upp i åren 1986 – 1993. Nilsson var också rankad topp-50 i världen 1995.

## Personliga rekord
- 600 grams spjut (gamla modellen): 77.42 meter 1987 (16 år)
- 700 grams spjut: 74.96 meter, 1988-07-06, Barcelona, Spanien (17 år)
- 800 grams spjut: 78.80 meter, 1995-04-08, Knoxville, USA (24 år)[2]

## Meriter
- Europacupen M22 1993 1:a
- EYOD 1988 2:a
- SM 1997 2:a
- SM 1998 3:a
- USM + JSM 1:a 1986-1993
- NCAA 1994 3:a
- All-American 1992-1994